# Lưu Tống Thuận Đế
Lưu Tống Thuận Đế (chữ Hán: 劉宋順帝; 467–479), tên húy là Lưu Chuẩn (giản thể: 刘准; phồn thể: 劉準; bính âm: Liú Zhǔn), tên tự Trọng Mưu (仲謀), biệt danh Trí Quan (智觀), là một hoàng đế của triều Lưu Tống trong lịch sử Trung Quốc. Ông trở thành hoàng đế vào năm 477 sau khi vị hoàng huynh hung bạo Hậu Phế Đế bị hầu cận ám sát theo sự xúi giục của tướng Tiêu Đạo Thành. Tuy vậy, Thuận Đế chỉ là con rối trong tay Tiêu trong suốt hai năm trị vì. Năm 479, Tiêu Đạo Thành đã buộc Thuận Đế phải nhường ngôi cho ông ta, kết thúc triều Lưu Tống và khởi đầu triều Nam Tề. Cũng trong năm đó, cựu hoàng đã bị các binh sĩ giám thị sát hại, hoàng tộc Lưu Tống sau cũng bị tàn sát.

## Bối cảnh
Lưu Chuẩn sinh năm 467, và bề ngoài thì cha của ông là Minh Đế còn mẹ là sung hoa Trần Pháp Dung. Theo sử sách được viết dưới thời triều Nam Tề kế tục, Minh Đế bị bệnh liệt dương, và rằng việc Minh Đế có 12 con trai là kết quả của việc ông ta đã cho bắt giữ các thê thiếp mang thai của huynh đệ mình và giữ lại đứa trẻ nếu chúng là nam, hoặc lệnh cho các thê thiếp của mình giao hợp với người khác. (Tuy nhiên, chính thất của Minh Đế là Hoàng hậu Vương Trinh Phong có hai con gái và không có con trai.) Các tư liệu này cho rằng cha ruột của Lưu Chuẩn là em trai Minh Đế, Quế Dương vương Lưu Hưu Phạm (劉休範), và mẹ đẻ của Lưu Chuẩn là một thê thiếp của Lưu Hưu Phạm. Tuy nhiên, dù thế nào đó nữa, Trần chiêu hoa là người đã nuôi dưỡng ông. Năm 471, Lưu Chuẩn được phong làm An Thành vương.
Sau khi Minh Đế qua đời vào năm 472, huynh trưởng của Lưu Chuẩn là Thái tử Lưu Dục trở thành hoàng đế (tức Hậu Phế Đế). Bản thân Lưu Chuẩn được phong làm thứ sử tại châu có kinh thành là Dương Châu (揚州, nay là Chiết Giang và nam bộ Giang Tô), song quyển quản lý trên thực tế nằm trong tay những người được cử trợ giúp cho ông. Năm 474, sau khi Lưu Hưu Phạm nổi loạn và bao vây kinh thành Kiến Khang, phò mã đô úy Trữ Trừng (褚澄) không biết rằng Tiêu Đạo Thành đã cử người đi hành thích Lưu Hưu Phạm, vì thế Trữ đã bắt Lưu Chuẩn và dâng đại bản doanh của Lưu Chuẩn cho quân của Lưu Hưu Phạm, tuyên bố rằng Lưu Hưu Phạm đã công nhận Lưu Chuẩn là con ông ta. (Bản thân Lưu Hưu Phạm không tuyên bố công khai như vậy trước khi chết.) Tuy nhiên, sau đó quân của Lưu Hưu Phạm đã phát hiện ra chủ tưởng đã chết nên tự sụp đổ, Lưu Chuẩn không bị làm hại.
Năm 477, Hậu Phế Đế với các hành vi của mình đã tỏ rõ là một hôn quân, ông ta thường đi cùng với các cận binh ra ngoài hoàng cung và sát hại bất kỳ người hay sinh vật nào gặp phải. Tiêu Đạo Thành lo sợ sẽ bị Hậu Phế Đế sát hại nên đã cùng với các thuộc hạ lập mưu ám sát hôn quân. Sau đó, Tiêu dùng quyền kiểm soát quân binh của mình để buộc hai đại thần cấp cao khác là Viên Xán (袁粲) và Lưu Bỉnh (劉秉) phải cấp cho ông ta quyền lực gần như của hoàng đế. Tiêu Đạo Thành sau đó lập Lưu Chuẩn làm hoàng đế (tức Thuận Đế), song vị hoàng đế 10 tuổi này chỉ là con rối của Tiêu.

## Trị vì
Hay tin về cái chết của Hậu Phế Đế, tướng Thẩm Du Chi (沈攸之) đã cáo buộc Tiêu Đạo Thành muốn cướp ngôi, và ông ta đã bắt đầu nổi loạn từ đại bản doanh của mình tại Kinh Châu (荊州, nay là trung bộ và tây bộ Hồ Bắc). Tuy nhiên, Thẩm Du Chi sau đó đã lâm bệnh và bị sa lầy khi bao vây Dĩnh Thành (郢城, nay thuộc Vũ Hán, Hồ Bắc). Trong khi đó, một nỗ lực của Viên Xán và Lưu Bỉnh nhằm lấy lại quyền lực cho hoàng tộc đã thất bại vào cuối năm 477, cả Viên Xán và Lưu Bỉnh đều bị giết chết, cho phép Tiêu tiếp tục củng cố quyền lực của mình. Đến mùa xuân năm 478, Thẩm Du Chi bị đánh bại, còn bản thân Thẩm đã tự sát. Từ đó, không còn thế lực nào chống đối Tiêu Đạo Thành. Tiêu Đạo Thành bắt đầu tự phong cho mình các chức vụ và tước hiệu cao hơn nữa. Tiêu Đạo Thành cũng dần ám sát một số em trai Thuận Đế.
Mùa đông năm 478, Thuận Đế lập Tạ Phạm Cảnh, cháu gái của viên quan Tạ Trang (謝莊), làm hoàng hậu.
Năm 479, Tiêu Đạo Thành ban đầu buộc Thuận Đế lập ông ta làm Tề công và ban cho ông ta cửu tích, và sau đó lại buộc Thuận Đế phong cho ông ta làm Tề vương. Đến mùa hè năm 479, Tiêu Đạo Thành đã chuẩn bị cho việc đoạt ngôi, và ông ta đã chuẩn bị một buổi lễ mà trong đó Thuận Đế sẽ lên một bục cao và ban một chiếu chỉ nhường ngôi cho Tiêu. Tuy nhiên, Thuận Đế trở nên sợ hãi và ông đã trốn dưới một bức tượng Phật rồi khóc. Tiêu Đạo Thành cử tướng Vương Kính Tắc (王敬則) tiến vào hoàng cung, Vương Thái hậu lo sợ sẽ xảy ra đại họa nên đã đích thân dẫn các hoạn quan đi tìm Thuận Đế, và cuối cùng đã tìm thấy ông. Vương Kính Tắc trấn tĩnh Thuận Đế bằng một lời hứa giả dối, và cuối cùng đã đưa được Thuận Đế lên chiếc xe mà Vương Kính Tắc đã chuẩn bị.
Thuận Đế đã hỏi Vương là "Ngươi sẽ giết ta sao?" và Vương đáp lại, "Thần sẽ không giết bệ hạ, chỉ đưa người đi sống ở nơi khác. Đừng buồn, đây cũng là những gì mà Lưu gia đã làm với Tư Mã gia" (ý nói đến việc cụ của Thuận Đế là Lưu Tống Vũ Đế đã đoạt ngôi nhà Đông Tấn vào 60 năm trước). Thuận Đế tiếp tục khóc và nói rằng: "Khi ta đầu thai, nguyện rằng sẽ không bao giờ phải sinh ra trong gia đình đế vương nữa!" Vương đưa Thuận Đế lên bục và buộc ông phải hoàn thành buổi lễ. Tiêu Đạo Thành tiếp nhận ngôi báu, chấm dứt triều Lưu Tống và mở ra triều Nam Tề.

## Qua đời
Tiêu Đạo Thành lập Lưu Chuẩn làm Nhữ Âm vương và xây cho ông một phủ ở vùng lân cận kinh thành Kiến Khang, nhưng phái binh giám quản nghiêm ngặt. Chưa đầy một tháng sau khi Cao Đế lên ngôi, có ai đó đã cưỡi một con ngựa gần phủ của Lưu Chuẩn, và các binh lính đã lầm tưởng là có ai đó muốn bắt Lưu Chuẩn và tiến hành biến loạn, vì thế họ đã sát hại Lưu Chuẩn. Cao Đế không những không trừng phạt mà còn trao thưởng cho các binh lính này, và sau đó tàn sát các thành viên trong hoàng tộc Lưu Tống trước đây. Tuy nhiên, Cao Đế vẫn chôn cất Lưu Chuẩn với vinh dự của hoàng đế.